# Grand Prix SAR La Princesse Lalla Meryem 2024
Il Grand Prix SAR La Princesse Lalla Meryem 2024 è stato un torneo femminile di tennis giocato sulla terra rossa. È stata la 22ª edizione del torneo, che fa parte della categoria WTA 250 nell'ambito del WTA Tour 2024. Si è giocato nel Club des Cheminots di Rabat, in Marocco, dal 19 al 25 maggio 2024.

## Partecipanti

### Teste di serie
| Giocatrice  | Nazionalità            | Ranking* | Testa di serie |
| ----------- | ---------------------- | -------- | -------------- |
| Cina        | Yuan Yue               | 38       | 1              |
|             | Anna Blinkova          | 46       | 2              |
| Spagna      | Sara Sorribes Tormo    | 47       | 3              |
| Italia      | Lucia Bronzetti        | 48       | 4              |
| Paesi Bassi | Arantxa Rus            | 49       | 5              |
| Cina        | Wang Xiyu              | 53       | 6              |
| Italia      | Elisabetta Cocciaretto | 56       | 7              |
| Cina        | Zhu Lin                | 57       | 8              |

* Ranking al 6 maggio 2024.

### Altre partecipanti
Le seguenti giocatrici hanno ricevuto una Wild card:
- Malak El Allami
- Aya El Aouni
- Yasmine Kabbaj

Le seguenti giocatrici sono passate dalle qualificazioni:

- Nuria Brancaccio
- Berfu Cengiz
- Aleksandra Krunić
- Camilla Rosatello

### Ritiri
Prima del torneo
- Bianca Andreescu → sostituita da  Nao Hibino
- Jaqueline Cristian → sostituita da  Peyton Stearns
- Greet Minnen → sostituita da  Harriet Dart

## Partecipanti doppio
| Nazionalità | Giocatrice       | Nazionalità | Giocatrice      | Ranking* | Testa di serie |
| ----------- | ---------------- | ----------- | --------------- | -------- | -------------- |
| Cina        | Guo Hanyu        | Cina        | Jiang Xinyu     | 88       | 1              |
| Kazakistan  | Anna Danilina    | Cina        | Xu Yifan        | 94       | 2              |
| Giappone    | Eri Hozumi       | Giappone    | Makoto Ninomiya | 99       | 3              |
|             | Irina Chromačëva |             | Jana Sizikova   | 118      | 4              |

* Ranking al 6 maggio 2024.

### Altre partecipanti
Le seguenti coppie hanno ricevuto una wild card per il tabellone principale:
- Malak El Allami /  Aya El Aouni
- Yasmine Kabbaj /  Ekaterina Jašina

Le seguenti coppie di giocatrici sono subentrate in tabellone come alternate:
- Harriet Dart /  Wang Xiyu
- Camila Osorio /  Sabrina Santamaria

### Ritiri
Prima del torneo
- Elina Avanesjan /  Sara Sorribes Tormo → sostituite da  Camila Osorio /  Sabrina Santamaria
- Fanny Stollár /  Taylor Townsend → sostituite da  Harriet Dart /  Wang Xiyu

## Punti
| Evento    | V   | F   | SF | QF | 2T   | 1T | Q    | Q2   | Q1   |
| Singolare | 250 | 163 | 98 | 54 | 30   | 1  | 18   | 12   | 1    |
| Doppio    | 250 | 163 | 98 | 54 | N.D. | 1  | N.D. | N.D. | N.D. |

## Montepremi
| Evento    | V        | F        | SF       | QF      | 2T      | 1T      | Q2      | Q1      |
| Singolare | 35 250 $ | 20 830 $ | 11 610 $ | 6 608 $ | 4 350 $ | 3 020 $ | 2 470 $ | 1 870 $ |
| Doppio*   | 12 820 $ | 7 210 $  | 4 140 $  | 2 470 $ | N.D.    | 1 900 $ | N.D.    | N.D.    |

* per team

## Campionesse

### Singolare
Peyton Stearns ha sconfitto in finale  Mayar Sherif con il punteggio di 6-2, 6-1.
- É il primo titolo in carriera per Stearns.

### Doppio
Irina Chromačëva /  Jana Sizikova hanno sconfitto in finale  Anna Danilina /  Xu Yifan con il punteggio di 6-3, 6-2.